# لائورا برژکا
لائورا برژکا (لهستانی: Laura Breszka؛ ‏ زادهٔ ۱۸ ژانویه ۱۹۸۸) بازیگر اهل لهستان است.
از فیلم‌ها یا مجموعه‌های تلویزیونی که وی در آن‌ها نقش داشته‌است، می‌توان به رازداری حرفه‌ای، یولیا، قانون حقیقی، پدر متیو، هتل ۵۲، دهن‌به‌دهن، در خوشی و سختی، در خیابان سپولنی، مجرد، ع چون عشق و دوستان اشاره نمود.